# Union sportive Tshinkunku
Maillots
Actualités
L'Union sportive Tshinkunku est un club congolais de football basé à Kananga dans la province du Kasaï-Central. Entraîné par Jean-Claude Mukanya, ancien joueur de la même équipe et ayant remporté avec elle la Coupe du Zaïre de 1985. Après son premier succès majeur en 1985, quand il a remporté la Coupe du championnat national appelée Coupe du Zaïre lorsque Tshikem, était le président du club.
Le 4 avril 2020, comme promis par son président sponsor, l'Union sportive Tshinkunku Sanga bilembi a reçu l'arrêté ministériel attestant son changement d'une ASBL en SAS (Société par actions simplifiée).
Le club devient la troisième équipe congolaise à détenir ce statut après le TP Mazembe et l'AS VITA Club.

## Histoire
L'US Tshinkunku a été créée vers les années 1948, anciennement appelée Union Saint-Gilloise,,.
En 2011, Trésor Kapuka, gouverneur du Kasaï-Occidental, a ramené le deuxième titre dans la province alors qu'il était président du club.
En janvier 2014, le gouverneur du Kasaï-Occidental, Alex Kande Mupompa, a été élu président du club, deux ans plus tard, le club a fait de mauvaises performances en championnat et de nombreux fans n'étaient pas satisfaits des performances du comité de direction. Alexy Kayembe De Bampende, fan de longue date et un des hommes d'affaires qui vit aux États-Unis invite Tshikem à venir pour reconstruire l'équipe. Tshikem s'est rendu à Kananga où il a organisé l'équipe et l'élection du comité de gestion.
Le 4 décembre 2016, les fans et joueurs du club ont élu Georges Mwanza Mande, alias Tshikem, comme président du club et Alexy Kayembe De Bampende a été élu vice-président de l'Union sportive Tshinkunku.
La vision de Tshikem-Kayembe est de faire de Tshinkunku un club compétitif au niveau national et international. Jusqu'à présent, ils ont réussi à recruter des entraîneurs qualifiés congolais pour gérer l'équipe, Eric Tshibasu, ancien entraîneur de l'équipe nationale des moins de 20 ans de la RD Congo, a été embauché comme entraîneur de l'équipe, mais a été licencié trois mois plus tard. Kayembe a approché Jean-Claude Mukanya, l'ancien capitaine de l' équipe nationale de football de la RD Congo pour devenir le manager de l'US Tshinkunku. Mukanya a signé un contrat de trois ans à Kinshasa le 3 juillet 2017 devant des centaines de fans de Tshinkunku basés à Kinshasa.

### Historique des maillots
|  |  |  |  |  |  |

## Palmarès
- Championnat de RD Congo (1)[9]
  - Vainqueur : 1985
- Coupe de RD Congo (1)[10],[11],[7]
  - Vainqueur : 2011
- LIFKOC
  - Vainqueur : 2006, 2007[12], 2008 et 2010

## Personnalités historique du club

### Historique des entraîneurs
- 2014-2016 :  Lievens Kapuku
- 2016-2017 :  Eric Tshibasu[13]
- 2017-2019 :  Jean-Claude Mukanya[14]
- ?? :  Omer Mbayo
- 2021 :  Camille Bolombo[15]
- 2021-nov 2021 :  Bruno Bla[16], adj.  Henry Joël Nzunzu[17]
- nov 2021- mars 2022 :   Jean-Claude Loboko[18],[19], adj.  Patrick Mahindu[20]
- mars 2022-oct 2022 :  Patrick Mahindu[21],[22]
- oct 2022 :   Seguin Ndombe et  Ben Kenge (intérim)
- 2022- :  Seguin Ndombe[23]

### Historique des présidents
- 1985 :  Georges Mwanza Mande
- 2011-2014 :  Trésor Kapuka
- 2014-2016 :  Alex Kande Mupompa[8]
- 2016- :  Georges Mwanza Mande[14]
- 2021- :  Alexy Kayembe Bampende[24]